# Gobierno de Cataluña 2018-2021
Fue el presidente del Gobierno de la Generalidad de Cataluña desde el 29 de mayo de 2018 hasta el 26 de mayo de 2021, correspondiendo a la XII legislatura parlamentaria del periodo democrático y sucedió al Gobierno de Cataluña 2016-2017.

## Cronología
Después de la aplicación del Artículo 155 de la CE, el presidente del Gobierno de España convocó elecciones al Parlamento de Catalunya, celebradas el 21 de diciembre del 2017. Después de los intentos por parte de la mayoría parlamentaria soberanista de investir a Puigdemont, Turull y Sànchez, los grupos parlamentarios de Junts per Catalunya y Esquerra Republicana de Catalunya invistieron presidente a Joaquim Torra i Pla, diputado de JuntsxCAT, el 17 de mayo de 2018. La Generalidad estuvo sin gobierno entre el 27 de octubre del 2017 y el 2 de junio del 2018, asumiendo durante ese tiempo la responsabilidad ejecutiva el Gobierno central. 
El presidente intentó nombrar a su gobierno contando con algunos políticos presos y exiliados como Jordi Turull, Josep Rull, Toní Comín y Lluís Puig, pero el DOGC no publicó el nombramiento por orden del presidente del Gobierno de España. Este esperaba a que el presidente Torra nombrara un gobierno sin causas pendientes con la Justicia. Según algunos juristas, este acto sería ilegal debido a que la publicación en el DOGC es un «acto debido» y no algo que requiera autorización.
Finalmente, el presidente Torra nombró a nuevos consejeros que tomaron posesión el 2 de junio del 2018 y presentó una querella contra Mariano Rajoy y Soraya Saénz de Santamaría por prevaricación. desde octubre el gobierno esta en funciones

## Composición del Gobierno

### Gobierno (2018-2021)[actualizar]
Gobierno surgido del DECRETO 3/2018, de 29 de mayo.
| ← Gobierno de Joaquim Torra y Pere Aragonès → (2 de junio de 2018 - 26 de mayo de 2021) |                                                                                   |                                                                   |                     |
| Partido político                                                                        |                                                                                   | Junts per Catalunya                                               | Junts per Catalunya |
| Partido político                                                                        | Esquerra Republicana de Catalunya                                                 |                                                                   |                     |
| Partido político                                                                        | Partido Demócrata Europeo Catalán                                                 |                                                                   |                     |
| Partido político                                                                        | Independiente                                                                     |                                                                   |                     |
| Presidencia                                                                             |                                                                                   |                                                                   |                     |
| Presidencia                                                                             |                                                                                   | Joaquim Torra i Pla 17 de mayo de 2018 - 28 de septiembre de 2020 |                     |
| Presidencia                                                                             | Pere Aragonès García (En funciones) 28 de septiembre de 2020 - 24 de mayo de 2021 |                                                                   |                     |
| Vicepresidencia                                                                         |                                                                                   |                                                                   |                     |
| Vicepresidencia en funciones de la Presidencia Consejería de Economía y Hacienda        |                                                                                   | Pere Aragonès García 2 de junio de 2018 - 26 de mayo de 2021      |                     |
| Consejerías                                                                             |                                                                                   |                                                                   |                     |
| Consejería de la Presidencia Portavocía del Gobierno                                    |                                                                                   | Jordi Turull i Negre 19 de mayo del 2018 - 29 de mayo del 2018    |                     |
| Consejería de la Presidencia Portavocía del Gobierno                                    | Elsa Artadi Vila 29 de mayo del 2018 - 25 de marzo de 2019                        |                                                                   |                     |
| Consejería de la Presidencia Portavocía del Gobierno                                    | Meritxell Budó i Pla 25 de marzo de 2019 - 26 de mayo de 2021                     |                                                                   |                     |
| Consejería de Acción Exterior, Relaciones Institucionales y Transparencia               |                                                                                   | Ernest Maragall Mira 2 de junio de 2018 - 23 de noviembre de 2018 |                     |
| Consejería de Acción Exterior, Relaciones Institucionales y Transparencia               | Alfred Bosch Pascual 23 de noviembre de 2018 - 10 de marzo de 2020                |                                                                   |                     |
| Consejería de Acción Exterior, Relaciones Institucionales y Transparencia               | Bernat Solé Barril 21 de marzo de 2020 - 26 de mayo de 2021                       |                                                                   |                     |
| Consejería de Políticas Digitales y Administración Pública                              |                                                                                   | Jordi Puigneró Ferrer 2 de junio de 2018 - 26 de mayo de 2021     |                     |
| Consejería de Interior                                                                  |                                                                                   | Miquel Buch i Moya 2 de junio de 2018 - 3 de septiembre de 2020   |                     |
| Consejería de Interior                                                                  | Miquel Sàmper Rodríguez 3 de septiembre de 2020 - 26 de mayo de 2021              |                                                                   |                     |
| Consejería de Justicia                                                                  |                                                                                   | Ester Capella i Farré 2 de junio de 2018 - 26 de mayo de 2021     |                     |
| Consejería de Empresa y Conocimiento                                                    |                                                                                   | Elsa Artadi Vila 19 de mayo del 2018 - 29 de mayo del 2018        |                     |
| Consejería de Empresa y Conocimiento                                                    | Maria Àngels Chacón i Feixas 2 de junio de 2018 - 3 de septiembre de 2020         |                                                                   |                     |
| Consejería de Empresa y Conocimiento                                                    | Ramón Tremosa i Balcells 3 de septiembre de 2020 -                                |                                                                   |                     |
| Consejería de Trabajo, Asuntos Sociales y Familias                                      |                                                                                   | Chakir El Homrani Lesfar 2 de junio de 2018 - 26 de mayo de 2021  |                     |
| Consejería de Territorio y Sostenibilidad                                               |                                                                                   | Damià Calvet i Valera 2 de junio de 2018 - 26 de mayo de 2021     |                     |
| Consejería de Agricultura, Ganadería, Pesca y Alimentación                              |                                                                                   | Teresa Jordà i Roura 2 de junio de 2018 - 26 de mayo de 2021      |                     |
| Consejería de Salud                                                                     |                                                                                   | Antoni Comín i Oliveres 19 de mayo del 2018 - 29 de mayo del 2018 |                     |
| Consejería de Salud                                                                     | Alba Vergés i Bosch 29 de mayo de 2018 - 26 de mayo de 2021                       |                                                                   |                     |
| Consejería de Cultura                                                                   |                                                                                   | Lluís Puig i Gordi 19 de mayo del 2018 - 29 de mayo del 2018      |                     |
| Consejería de Cultura                                                                   | Laura Borràs Castanyer 2 de junio de 2018 - 25 de marzo de 2019                   |                                                                   |                     |
| Consejería de Cultura                                                                   | Mariàngela Vilallonga Vives 25 de marzo de 2019 - 3 de septiembre de 2020         |                                                                   |                     |
| Consejería de Cultura                                                                   | Àngels Ponsa Roca 8 de septiembre de 2020 - 26 de mayo de 2021                    |                                                                   |                     |
| Consejería de Educación                                                                 |                                                                                   | Josep Bargalló i Valls 2 de junio de 2018 - 26 de mayo de 2021    |                     |
| Secretaría general del Gobierno                                                         |                                                                                   |                                                                   |                     |
| Secretaría general del Gobierno                                                         |                                                                                   | Víctor Cullell i Comellas 2 de junio de 2018 - 26 de mayo de 2021 |                     |